# Małgorzata Parmeńska
Małgorzata Parmeńska, Małgorzata Austriaczka (ur. 5 lipca 1522 w Oudenaarde, zm. 18 stycznia 1586 w Ortonie) – pierwsza księżna Florencji jako żona Aleksandra Medyceusza, władczyni Penne, Camerino, Leonessy i Cittaducale, księżna Parmy i Piacenzy jako żona Oktawiusza Farnesego.
Namiestniczka (regentka) Niderlandów w latach 1559-1567 (trzecia kobieta na tym stanowisku po swoich krewnych Małgorzacie, księżnej Sabaudii oraz Marii, królowej Węgier, które ją wychowały).
Nieślubna córka cesarza Karola V i Flamandki Johanny van der Gheynst, służącej u Karola de Lalaing, pana de Montigny, przyrodnia siostra króla Hiszpanii Filipa II.
Małgorzata w wieku siedmiu lat została obiecana Aleksandrowi Medyceuszowi (bratankowi lub najprawdopodobniej synowi papieża Klemensa VII). Poślubiła go w 1536 roku. Rok później jej mąż został zamordowany przez swojego dalekiego kuzyna.
W 1538 poślubiła Oktawiusza Farnesego. Z woli Filipa II w latach 1559–1567 była generalną namiestniczką Niderlandów, zastępując na tym stanowisku księcia Sabaudii. Za jej rządów doszło do powstania antyhiszpańskiego. W 1567 zrezygnowała z urzędu na rzecz księcia Alby i pod koniec grudnia wyjechała do Włoch.
Z Oktawianem miała synów bliźniaków – Karola (zm. niedługo po porodzie) i Aleksandra (1545–1592), księcia Parmy.